# 免疫回避
免疫回避（めんえきかいひ、英: immune evasion）、免疫逃避（めんえきとうひ、英: immune escape）、逃避変異（とうひへんい、英: escape mutation）あるいは抗原逃避（こうげんせいとうひ、英: antigenic escape）は、宿主、特に人間の免疫系が感染性病原体に応答できなくなったとき、言い換えると、宿主の免疫系がウイルスなどの病原体を認識して排除することができなくなったときに起こる。このプロセスは、遺伝的性質と環境的性質の両方のさまざまな方法で起こりうる。このような機構には、相同組換えや、宿主の免疫応答の操作と抵抗性があげられる。
さまざまな抗原は、さまざまな機構で免疫系から逃避することができる。たとえば、アフリカン・トリパノソーマという寄生虫は、宿主の抗体を除去するだけでなく、溶菌に抵抗し、自然免疫応答の一部を阻害することができる。別の細菌である百日咳菌（Bordetella pertussis）は、好中球やマクロファージが感染部位に早期に侵入するのを阻害することで、免疫応答から逃れることができる。抗原逃避の原因の1つは、病原体のエピトープ（免疫細胞との結合部位）が、人が自然に持っているMHC-1エピトープとあまりにも類似していることである。したがって免疫系は、感染と自己細胞を区別できなくなる。
抗原逃避は、宿主の自然な免疫応答だけでなく、ワクチン接種に対する抵抗性にも重要な役割を果たしている。抗原逃避の問題は、新しいワクチンを作るプロセスを大いに阻止している。一般に、ワクチンは1つのウイルスのごく一部の株を対象としているため、多様な病原体をもたらす抗原DNAの組換えにより、これらの侵入者は新しく開発されたワクチン接種にも抵抗することができる。また、抗原の中には、ワクチンが本来標的としていた経路とは異なる経路を標的とするものさえある。マラリアワクチンを含む、多くのワクチンに関する最近の研究では、このような多様性を予測し、より広い範囲の抗原変異をカバーできるワクチンを作成する方法に焦点を当てている。

## 回避の機構

### ヘリコバクター・ピロリ菌と相同組換え
抗原逃避機構の中でも最も一般的な相同組換えは、ヒトの胃に感染する細菌であるヘリコバクター・ピロリ菌（Helicobacter pylori）をはじめ、多種多様な細菌性病原体に見られる。宿主の相同組換えは、本来はDNAで起こった二本鎖の損傷（DSBs）を修復するための防御機構として機能するが、その一方、抗原DNAに変化を生じさせ、宿主の免疫反応によって認識できない新たなタンパク質を作り出すことで、抗原が認識から逃れることも可能にする。ヘリコバクター・ピロリ菌の外膜タンパク質の組換えにより、免疫グロブリン（すなわち抗体）はこれらの新しい構造を認識できなくなり、したがって、通常の免疫応答の一部として抗原を攻撃することができなくなる。

### アフリカン・トリパノソーマ
アフリカン・トリパノソーマは、さまざまな機構を通じて、宿主動物の免疫応答から逃れることができる寄生虫である。その最も一般的な機構は、抗原変異を介して抗体による認識を回避する能力である。これは、抗原全体を覆う物質である変異性表面糖タンパク質（VSG）の切り替えによって実現している。この被覆が抗体に認識されるとその寄生虫は排除される。しかし、この被膜に変異があると、抗体が抗原を認識して排除することができなくなる可能性がある。これに加えて、VSG皮膜は、抗体自身を除去して、抗体の排除機能から逃れることができる。
トリパノソーマは、宿主の免疫応答を媒介することでも回避を実現している。アデニル酸シクラーゼ酵素によるATPのcAMPへの変換を介して、炎症を誘発するのに重要なシグナル伝達サイトカインであるTNF-αの産生が肝骨髄系細胞で抑制される。さらに、トリパノソーマは、B細胞のアポトーシス（細胞死）およびB細胞リンパ球形成の退化を誘導することで、免疫系を衰弱させる。それらはまた、T細胞の複製を阻害するサプレッサー分子を誘導することができる。

### 植物性RNAウイルス
Lafforgueらは2011年、植物RNAウイルスの逃避変異体が、人工マイクロRNA（amiR）ベースの抵抗性を持つ遺伝子組換え作物と、同じ作物の完全な高感受性個体との共存によって促進され、さらに弱いamiRを産生する遺伝子組換え作物との共存によっても促進されることを発見した。

### 腫瘍エスケープ
頭頸部がんの多くは、さまざまな方法で免疫応答から逃れることができる。そのような例の一つは、炎症性サイトカインや免疫抑制性サイトカインの産生である。これは、腫瘍が免疫抑制性の細胞サブセットを腫瘍の環境に動員することで実現されている。このような細胞には、腫瘍促進性M2マクロファージ、骨髄由来サプレッサー細胞（MDSC）、Th-2極性化CD4 Tリンパ球、および制御性Tリンパ球がある。これらの細胞は、サイトカインの産生や、免疫調整酵素の放出を通じて、T細胞の反応を制限することができる。さらに、腫瘍は、関連する抗原の喪失またはダウンレギュレーションにより、抗原指向療法から逃れることができる。免疫チェックポイント阻害療法やCAR-T細胞療法の後にも実証されているが、最近のデータでは、fasL/fasを介した局所的なバイスタンダー死によってこれが防止される可能性が示されている。あるいは、複数の抗原を並行して包含する治療法も開発することもできる。

## ワクチン接種からの逃避

### 最近のワクチンへの影響
ワクチンは病原体に対する免疫応答を強化するために作られているが、多くの場合、これらのワクチンは病原体が持つ多種多様な株をカバーすることができない。むしろ、それらは1つまたは2つの菌株しか防ぐことができないため、ワクチンでカバーされていない菌株の逃避につながる。その結果、病原体は、ワクチン接種によって意図された標的とは異なる免疫系の標的を攻撃することができるようになる。このような寄生虫抗原の多様性は、マラリアワクチンの開発において特に厄介となる。

### ワクチン逃避への解決策
この問題を解決するために、ワクチンは細菌集団内の多種多様な菌株をカバーできなければならない。最近の髄膜炎菌の研究では、多成分多糖結合型ワクチンの組み合わせによって、このような広範な適用範囲が達成できる可能性がある。しかし、ワクチン接種の範囲を拡大してさらに改善するためには、疫学的サーベイランスを実施して、逃避変異の変動とその広がりをより適切に検出する必要がある。

## 参照項目
- 自然免疫系#免疫回避
- 免疫応答を回避するウイルスの戦略（英語版）
- SARSコロナウイルス2の変異株